# Féminisme juif
Le féminisme juif est un mouvement qui recherche l'égalité religieuse, juridique et sociale des femmes juives et des hommes juifs à l'intérieur du judaïsme. Les mouvements féministes se sont introduits dans toutes les branches de la religion juive avec différentes approches et succès.
Aux États-Unis, le mouvement féministe moderne juif date des débuts des années 1970. D'après Judith Plaskow, les féministes juives critiquent et dénoncent l'exclusion des femmes dans les groupes de prières exclusivement masculins (minyan), et dans les mitzvot, qui comportent les 613 commandements établis dans la Torah au Mont Sinaï et les 7 commandements rabbiniques établis plus tardivement. L'incapacité des femmes à comparaître en tant que témoin ou à initier une procédure de divorce dans les cours religieuses juives est aussi un point remis en cause par les féministes juives.
Selon l'historienne  Paula Hyman, deux articles publiés dans les années 1970 ont été fondateurs dans l'analyse du statut féministe des femmes juives : « The Unfreedom of Jewish Women » (« L'emprisonnement des femmes juives »), publié en 1970 dans le Jewish Spectator par une écrivaine nommée Trude Weiss-Rosmarin et un article de Rachel Adler, alors juive orthodoxe et actuellement professeure au séminaire Hebrew Union College-Jewish Institute of Religion ; l'article intitulé « The Jew Who Wasn't There: Halacha and the Jewish Woman », est publié en 1971 à Davka en Inde,,,,,,. En 1973, la première conférence nationale américaine des femmes juives s'est tenu à New York ; c'est Blu Greenberg qui a prononcé le discours d'ouverture.

## Théologie féministe juive
Il existe au sein de la communauté juive des versions variées de la théologie féministe.
Certaines de ces théologies encouragent l'idée qu'il est important d'avoir une caractérisation féminine de Dieu, et/ou un langage plus féministe en règle générale, dans le siddour (livre de prières juives) et dans l'office.
En 1946, le nouveau siddour de Silverman du judaïsme massorti a changé les mots traditionnels de remerciement à Dieu, en remplaçant « qui ne m'a pas fait femme » par « qui a fait de moi une personne libre ».
En 1976, Rita Gross publie l'article « Female God Language in a Jewish Context » (Davka Magazine 17), que Judith Plaskow, chercheuse juive et féministe, considère comme « probablement le premier article à traiter théoriquement de la question de la langue féminine dans un contexte juif, ». Gross était elle-même juive à ce moment-là.
Le rabbin Rebecca Albert, faisant partie du Judaïsme reconstructionniste (Reform Judaism, hiver 1991) commente :

« L'expérience de prier avec le Siddour Nashim [le premier livre de prière du sabbat se référant à Dieu en utilisant des pronoms et des images féminins].... a transformé ma relation avec Dieu. Pour la première fois, j'ai compris ce que signifie être fait à l'image de Dieu. Penser à Dieu comme à une femme comme moi, La voir à la fois puissante et nourricière, L'imaginer avec le corps d'une femme, un utérus, des seins — ce fut une expérience d'une importance capitale. Était-ce là la relation que les hommes ont eue avec Dieu pendant tous ces millénaires ? C'est merveilleux d'avoir accès à ces sentiments et à ces perceptions. »

Le siddour Nashim a été auto-publié en 1976 par Naomi Janowitz et Margaret Wenig.
En 1990 le Rabbin Margaret Wenig écrit un sermon, « Dieu est une Femme et elle est en train de vieillir », celui-ci a été publié en 2011 dix fois (trois fois en allemand) et prêché par des rabbins allant de l'Australie à la Californie.
Le Rabbin Paula Reimers (« Féminisme, Judaïsme, et Dieu la Mère » Judaïsme massorti 46, 1993) commente :

« Ceux qui disent « Elle » pour parler de Dieu veulent affirmer la féminité et l'aspect féminin de la divinité. Ils le font en mettant l'accent sur ce qui distingue le plus clairement l'expérience féminine de l'expérience masculine. Une divinité masculine ou féminine peut créer par la parole ou par l'action, mais la métaphore de la création qui est uniquement féminine est la naissance. Une fois que Dieu est appelé femme, la métaphore de la naissance et l'identification de la divinité avec la nature et ses processus deviennent donc inévitables. »

Ahuva Zache affirme qu'utiliser les deux langages, féminin et masculin, pour parler de Dieu peut être une chose positive, mais rappelle à son lectorat composé de membres du Judaïsme Réformé que Dieu est au-delà des genres (Est-il homme, femme, les deux ou aucun ? Comment devons nous faire nos prières en réponse au genre de Dieu ? dans l'Union pour le Judaïsme Réformé (iTorah)

« L'imagerie féminine de Dieu ne menace en rien le judaïsme. Au contraire, elle améliore la compréhension juive de Dieu, qui ne doit pas se limiter aux métaphores masculines. Tout le langage que les humains utilisent pour décrire Dieu n'est qu'une métaphore. Utiliser des métaphores masculines et féminines pour Dieu est une façon de nous rappeler que les descriptions sexuées de Dieu ne sont que des métaphores. Dieu est au-delà du genre. »

Ces vues sont très controversées, même dans les mouvements juifs libéraux. Les Juifs orthodoxes et beaucoup de Juifs conservateurs maintiennent l'idée qu'il est mauvais d'utiliser des pronoms féminins anglais pour parler de Dieu, et voient ce genre d'usage comme une intrusion de l'idéologie du féminisme moderne dans la tradition juive. Les livres de prières progressistes ont de plus en plus tendance aussi à éviter les mots et pronoms spécifiques au genre masculin, cherchant à traduire dans un genre neutre toute référence à Dieu. Par exemple, c'est ce que fait le mouvement libéral britannique Siddur Lev Chadash (1995), tout comme le mouvement réformiste britannique Forms of Prayer (2008),. Dans le Mishkan T'filah, livre de prières juif américain publié en 2007, les références à Dieu en tant que « IL » ont été supprimées ; lorsque les patriarches (Abraham, Isaac et Jacob) sont nommés, les matriarches (Sarah, Rebecca, Rachel et Léa) le sont aussi. En 2015 le livre de prière Mishkan HaNefesh comprend une version de la prière Avinou Malkenou  qui représente Dieu comme un « Père aimant » mais également une « Mère compatissante », ainsi que d'autres changements notables.
En 2003 est publiée The Female Face of God in Auschwitz: A Jewish Feminist Theology of the Holocaust, la première théologie féministe complète de la Shoah, écrite par Melissa Raphael. Standing Again at Sinai: Judaism from a Feminist Perspective (1991) de Judith Plaskow, et Engendering Judaism: An Inclusive Theology and Ethics (1999) de Rachel Adler sont les deux seuls travaux féministes juifs qui se consacrent totalement à la théologie générale (plutôt qu'à des aspects spécifiques tels que la théologie de la Shoah). Ainsi, Standing Again at Sinai: Judaism from a Feminist Perspective (1991) est le tout premier livre sur la théologie juive féminine à avoir été écrit.
Il y a une sous-catégorie en pleine croissance dans le domaine de l'étude du genre et du judaïsme, qui considère l'opposition binaire du mâle et de la femelle comme cruciaux dans l'opinion juive,,.
Alors que la dialectique homme/femme fait son apparition dans l'histoire de la création, le Talmud insiste sur le fait que l'idée d'homme et de femme va bien au-delà des rôles sexuels : « Tout ce que Dieu a créé, Il l'a créé en tant qu'homme et femme.. ». (Baba Batra 74b)  Cette dialectique revêt encore davantage un sens théologique à la lumière du Cantique des cantiques, qui a été traditionnellement interprété comme une métaphore de la relation entre Dieu et le peuple d'Israël, où cette nation est figurée comme féminine face à Dieu, qui est représenté par l'amant dans le texte.
D'autres exemples de sujets dans lesquels la dynamique homme/femme est utilisée métaphoriquement incluent : la relation entre Shabbat et les jours de la semaine, la relation entre la loi orale et écrite, la relation entre ce monde et l'au-delà, l'interaction entre les aspects juridiques et extra-légaux du Talmud (Halacha et Aggada) et le calendrier juif, qui utilise le soleil (symbole traditionnel de la force mâle) et la lune (symbole traditionnel de la force féminine).
La polarité entre les sexes est fermement maintenue dans la Bible et dans la loi orale (Deutéronome, 22:5, qui interdit même le travestissement) et le maintien de cette polarité est considéré comme essentiel pour réaliser une synthèse entre le masculin et le féminin.
L'exploration de la construction des genres dans les sources originelles révèle l’estimation surprenante du prototype féminin dans la Kabbale, basé sur des sources qui invitent à une question de ramifications sociale, ethnique, écologique, morale et philosophique de la perspective féminine dans la réflexion juive.

## Théorie féministe du droit
Plusieurs penseuses ont réfléchi à la théorie féministe du droit dans le contexte de la halakha, généralement en partant du principe que changer les rapports de pouvoir dans la société ne suffira pas automatiquement à changer les normes défavorables aux femmes. Elles mettent en exergue que des pratiques alternatives des rituels peuvent exercer une influence sur les anières dont le droit est conçu et utilisé. Le développement et l'évolution du droit est présenté comme en continuité de la tradition d'interprétation juridique juive.

## Judaïsme Orthodoxe

### Les positions des Haredim sur le féminisme
Les leaders du Judaïsme Haredi, les Haredim, considèrent régulièrement toutes les formes de féminisme comme des « réformes », comme contraires au judaïsme, ou comme une menace envers la tradition juive. C'est ce qu'affirme un article de Cross-Currents critiquant l'avancée des femmes dans les responsabilités : « L'ensemble de la vie religieuse juive traditionnelle, y compris ses normes de rituel et de société, même si elles ne sont pas codifiées formellement, reflète les valeurs de la Torah, qu'elles soient halachiques ou hachkafiques ; chaque aspect de notre tradition religieuse aux modalités communes millénaires est fondé sur des axiomes halachiques ou hachkafiques. Ces axiomes peuvent ne pas être apparents aux non-initiés, mais le fait de ne pas les percevoir ne donne pas le droit de nier, de rejeter ou de réformer ». L'affirmation des Haredi est que le féminisme est en train de changer la Torah.
Le judaïsme haredi adhère aussi aux différences essentielles strictes entre les hommes et les femmes, fondées sur des idées relatives à la volonté de Dieu et à la création. La vision du monde des Haredim épouse l'idée de la féminité telle qu'exprimée dans le poème du roi Salomon Une femme de valeur, qui loue une femme pour l'entretien de la maison, le soin de la famille et la préparation des repas, pratiques que le poème admire chez les femmes comme faisant partie de leur sagesse, courage, créativité, engagement, altruisme et peut-être de leur sens des affaires.
L'objectif le plus important de l'éducation haredi pour les filles et les jeunes femmes est de les éduquer, de les former et de les encourager à devenir des épouses et des mères de familles nombreuses vouées au mode de vie le plus strict de la Torah. Alors que la plupart des femmes haredi sont scolarisées dans les écoles  Beis Yaakov conçues exclusivement pour elles, le programme de ces écoles n'enseigne pas le Talmud et n'encourage pas les femmes à étudier les mêmes sujets que les jeunes hommes haredi dans les yeshivas. Dans certaines communautés haredi, l'éducation des filles à travers des matières laïques comme les mathématiques est supérieure à celle des garçons. C'est en partie dû au temps important consacré aux sujets sacrés pour les garçons, et en partie aussi parce que beaucoup de femmes haredi travaillent pour permettre à leurs maris de s'engager à plein temps dans l'étude de la Torah ou pour amener un second revenu au foyer.
Il n'y a actuellement aucun mouvement à l'intérieur du judaïsme haredi qui forme les femmes en tant que rabbines, et il n'y a aucun mouvement visible pour l'accès des connaissances talmudiques pour les femmes. Durant l'automne 2015, l'Agudath Israël d'Amérique, qui fait partie du judaïsme haredi, dénonce l'ordination des femmes, et va encore plus loin, en déclarant que Yeshivat Maharat, Yeshivat Chovei Torah, Open Orthodoxy, et d'autres organisations affiliées, sont similaires aux autres mouvements dissidents de l'histoire du judaïsme par leur rejet des principes de base du judaïsme,,. Néanmoins, la plupart des femmes haredi sont exposées à des idées modernes et à l'éducation laïque, contrairement à beaucoup d'hommes. Le professeur Tamar El-or a exploré les changements dans la vie des femmes et l'impact de l'éducation à mixité culturelle dans l'émancipation des femmes dans son livre précurseur Education and Ignorant, qui parle de l'éducation des femmes dans la communauté hassidique de Gur. Cependant, en 2016, on a appris que la secte Satmar avait publié un décret avertissant que l'enseignement universitaire pour les femmes était « dangereux ». Écrit en yiddish, le décret précisait :

« C'est devenu récemment la nouvelle tendance selon laquelle les filles et les femmes mariées poursuivent des études en éducation spécialisée. Certains assistent aux cours et d'autres en ligne. Nous aimerions donc que leurs parents sachent que c'est contre la Torah.
Nous serons très stricts à ce sujet. Les filles qui fréquentent notre école n'ont pas le droit d'étudier et d'obtenir un diplôme. C'est dangereux. Les filles qui ne voudront pas rester seront forcées de quitter notre école. De plus, nous ne donnerons pas d'emploi ou de poste d'enseignant à l'école aux filles qui sont allées à l'université ou qui ont obtenu un diplôme.
Nous devons assurer la sécurité de notre école et nous ne pouvons permettre aucune influence séculière dans notre environnement sacré. C'est contre la base sur laquelle notre Mosed a été construit. »

### Émergence d'un féminisme haredi
Il y a quelques signes d'émergence d'un mouvement féministe en germe dans le monde haredi, en particulier en Israël. Durant les élections israéliennes, Esti Shushan a mené une campagne féministe pour forcer les partis politiques haredi à permettre aux femmes de se présenter sur leurs listes (ces partis interdisent actuellement aux femmes de se présenter aux élections). Cette campagne a appelé les femmes haredi à refuser de voter pour des partis qui excluent les femmes. De plus, durant les élections municipales de 2013 en Israël, trois femmes haredi ont pris une mesure sans précédent et se sont présentées pour leurs municipalités locales : Shira Gergi à Safed, Ruth Colian à Petach Tikva et Racheli Ibenboim à Jérusalem. Gergi a été la seule à être élue, devenant la première femme haredi à siéger à un conseil municipal et à siéger au conseil de la Safed depuis vingt ans.
L'une des voix les plus intéressantes du féminisme haredi est celle de Adina Bar-Shalom, fille de l'ancien du Grand Rabbin séfarade israélien Ovadia Yosef. Bar Shalom a établi le Collège haredi de Jérusalem, parle régulièrement de l'importance de l'éducation des femmes et du travail, et en 2013 établit un parti politique exclusivement féminin dans la ville haredi d'Elad. De plus, début 2014, elle envisageait une candidature pour devenir présidente d'Israël. En mars 2014, Bar SHalom écrit que la révolution féministe haredi est déjà là : « Le train a quitté la gare ».
Une autre voix émergente haredi est celle d'Esty Reider-Indorsky. Elle s'est fait connaître en mars 2014 comme une chroniqueuse haredi populaire, qui a écrit sous le nom d’un homme, « Ari Solomon ». Sous ce pseudonyme, elle acquiert une grande popularité. Dans un article de Ynet, Reider-Indorsky a affirmé qu'il y a un brassage de forts mouvements féministes à l'intérieur de la communauté haredi, et a demandé aux femmes non haredi de rester en dehors de leur propre révolution interne. « Ne nous utilisez » pas, écrit-elle aux féministes non-haredi. « Ne faites pas de révolutions pour nous, n'essayez pas de balayer notre arrière-cour. Nous le faisons à notre façon et nous le faisons mieux : il y a une abondance de femmes avocates haredi... Il y a des femmes haredi qui choisissent une carrière universitaire, et il y a des femmes haredi qui mènent le changement dans tous les domaines imaginables... Le changement se produira. c’est déjà arrivé. »

### Le féminisme juif orthodoxe non-haredi
Le féminisme juif orthodoxe, contrairement à ses homologues réformistes, a pour but de changer la position des femmes à l'intérieur de la loi juive (halakha).
Le féminisme orthodoxe fonctionne à l'intérieur du système halachique et travaille avec les rabbins et les institutions rabbiniques pour créer des pratiques plus inclusives au sein de la vie et de la direction communautaires orthodoxes. Il a tendance à se focaliser sur les problématiques, comme le problème de la agounah, favoriser l'éducation des femmes, le leadership des femmes et la participation aux rituels, et rendre la synagogue plus conviviale pour les femmes.
Contrairement à d'autres confessions, les féministes orthodoxes conservent la partition dans la synagogue et ne comptent pas les femmes dans un minyan. Le groupe de prière exclusivement féminin, le Women's Tefilla Group, est une pratique orthodoxe qui a commencé dans les années 1970 et qui se poursuit aujourd'hui.
Les nouveaux programmes éducatifs ont permis aux femmes orthodoxes modernes d'étudier le Talmud et d'autres littératures rabbiniques, à des niveaux comparables à une yechiva ou un kollel pour les hommes, notamment Drisha Institute (en) (fondé en 1979), Pardes Institute of Jewish Studies, et Matan Women's Institute for Torah Studies.
En 1997, Blu Greenberg fonde la Jewish Orthodox Feminist Alliance (en) (JOFA)  pour plaider en faveur d'une participation et d'un leadership accrus des femmes dans la vie juive orthodoxe moderne et créer une communauté pour les femmes et les hommes qui se consacrent à ce changement. La JOFA s'est concentrée sur des questions telles que l'agounah, la bat mitzvah, la bourse des femmes, la prière des femmes, les rituels, le leadership des synagogues féminines et le leadership religieux des femmes.
En 1997 également, Gail Billig est devenu la première femme présidente d'une synagogue orthodoxe majeure, à la Congrégation Ahavath Torah à Englewood, N. J.
En 2002, les premiers partnership minyan sont établis ; Shira Hadasha à Jérusalem et Darkhei Noam à New York. Ce sont des communautés orthodoxes qui maximisent la participation des femmes à la prière dans toute la mesure du possible à l'intérieur de la halakha. Bien que leurs détracteurs soutiennent qu'ils ne sont pas « orthodoxes », les communautés elles-mêmes insistent avec véhémence sur le fait qu'elles sont orthodoxes. Le fait que les synagogues ont des cloisons et ne comptent pas les femmes comme faisant partie du minyan (et ne permettent donc pas aux femmes de diriger des parties des services qui exigent un quorum) montrent la fidélité envers les pratiques orthodoxes. Dr Elana Sztokman, ancienne directrice générale du JOFA, a beaucoup écrit sur ce phénomène dans son livre The Men's Section: Orthodox Jewish Men in an Egalitarian World. Aujourd'hui, il y a plus de 35 partnership minyan dans le monde.
Un autre évènement historique majeur du féminisme orthodoxe a eu lieu en 2009, quand Rabba Sara Hurwitz est devenue la première femme rabbin orthodoxe ordonnée publiquement. Avi Weiss a ensuite lancé une école de formation rabbinique pour les femmes orthodoxes, Yeshivat Maharat. Le rabbin Weiss avait annoncé à l'origine que les diplômées seraient appelés rabba, mais lorsque le Conseil rabbinique d'Amérique menace de l'évincer, il se rétracte et crée le terme « Maharat (en) » (un acronyme de manhiga hilkhatit rukhanit Toranit,). La première cohorte de maharats a été diplômée en juin 2013 :  Ruth Balinsky-Friedman, Rachel Kohl Finegold et Abby Brown Scheier. En 2015 Yaffa Epstein est ordonnée rabba par l'Assemblée de Yeshivat Maharat,. La même année, Lila Kagedan est ordonnée rabbin par l'Assemblée de Yeshivat Maharat, ce qui fait d'elle leur première diplômée à prendre ce titre.
Suivant les pays, des courants contradictoires s'expriment :
À l'automne 2015, le Rabbinical Council of America, représentant plus d'un millier de rabbins orthodoxes à travers les États-Unis, adopte officiellement une politique interdisant l'ordination ou l'embauche de rabbins femmes par des synagogues qui opèrent dans les limites de leur juridiction figurative, indépendamment de leur titre. En 2017, l'Union orthodoxe interdit aux femmes de servir comme membres du clergé, de porter des titres tels que rabbin, ou d'exercer des fonctions cléricales communes, même sans titre, dans ses congrégations aux États-Unis.
Mais dans le même temps, l'organisation rabbinique orthodoxe israélienne Beit Hillel rend une décision qui permet aux femmes de donner des instructions sur la loi juive et de publier des décisions halachiques,. Toujours en 2015, le premier parti politique israélien dédié aux femmes ultra-orthodoxes a été dévoilé, intitulé B'Zhoutan : Haredi Women Making Change.

## Les femmes dans la loi religieuse juive, le clergé, les écoles, les groupes, et les rituels
En 1845, les rabbins participants au synode de Francfort de l'émergente Réforme judaïque déclarent que les femmes comptent désormais dans un minian (groupe de prières) : c'est l'officialisation de pratiques coutumières remontant à la Réforme de 1811.
En 1854, Fanny Neuda écrit le premier livre de prière juif connu pour avoir été écrit par une femme pour les femmes, intitulé Hours of Devotion ; il est traduit en anglais et publié aux États-Unis 12 ans plus tard. En 2015, une plaque commémorative à son nom a été inaugurée à Loštice, ville de République Tchèque où elle a vécu avec son mari rabbin.
En 1884, Julie Rosewald devient la première femme hazzan (chantre) américaine (bien qu'elle soit née en Allemagne) ; elle a servi dans le temple de la congrégation Emanu-El de San Francisco, bien qu'elle ne soit pas ordonnée. Elle a servi comme hazzan jusqu'en 1893,.
Le 14 septembre 1890, Ray Frank donne le sermon du Roch Hachana (fête juive célébrant la nouvelle année civile du calendrier hébraïque) pour une communauté à Spokane, Washington, elle devient ainsi la première femme à prêcher depuis la chaire d'une synagogue, même si elle n'était pas rabbin.
Le 18 mars 1922, le rabbin américain Mordecai M. Kaplan organise la première célébration publique d'une bat mitzvah aux États-Unis, pour sa fille Judith, à la Society for the Advancement of Judaism, sa synagogue à New York,. Judith Kaplan récite la bénédiction préliminaire, lit une partie de la Torah de la semaine en hébreu et anglais, puis chante la bénédiction finale. Kaplan, qui à l'époque prétend être un rabbin orthodoxe, rejoint le judaïsme massorti ; il devient le fondateur du judaïsme reconstructeur, et influence les juifs de toutes les branches du judaïsme non orthodoxe par son poste au Séminaire théologique juif des États-Unis.
Toujours en 1922, Martha Neumark et son père assistent à la Conférence centrale des rabbins américains, où elle réussit à convaincre le CCAR d'ordonner des femmes rabbins. Le CCAR déclare dans sa réponse en 1922 qu'« une femme ne peut se voir refuser le privilège de l'ordination », par 56 voix contre 11. Pourtant, le conseil d'administration du collège refuse toujours d'admettre les femmes pour l'ordination,. Neumark obtient ainsi une qualification de directrice d'école religieuse plutôt qu'une ordination, même si elle a passé sept ans et demi dans une école rabbinique.
En 1935, Regina Jonas devient la première femme rabbin officiellement ordonnée ; elle est ordonnée par le rabbin libéral Max Dienemann, à la tête de l'association des rabbins libéraux, à Offenbach-sur-le-Main en Allemagne,.
En 1939, Helen Levinthal devient la première Américaine à terminer l'ensemble de ses études dans une école rabbinique, ce qu'elle réalise à l'Institut juif de religion de New York. Sa thèse portait sur le suffrage des femmes du point de vue du droit juif. Cependant, elle ne reçoit qu'un master de lettres hébraïques (et un certificat reconnaissant son accomplissement) à la remise des diplômes, plutôt qu'un master de Lettres hébraïques et l'ordination que les hommes, eux, reçoivent, car la faculté estime que ce n'est pas encore le bon moment pour ordonner des femmes en tant que rabbins,.
En 1955, le Comité sur la loi et les normes juives du judaïsme massorti déclare que les femmes ont le droit de chanter les bénédictions avant et après la lecture de la Torah. À la fin des années 1960, le premier groupe de prières (tefillah) de femmes juives orthodoxes est créé, pendant les vacances de la Sim'hat Torah à la synagogue de Lincoln Square à Manhattan. En 1973, le Comité sur la loi et les normes juives adopte une Taqqanot (loi) qui autorise les femmes à compter comme les hommes dans le minian. En 1973 toujours, la Synagogue Unie d'Amérique, l'association congrégationaliste du judaïsme massorti (dorénavant appelée la Synagogue unie du judaïsme massorti) se résout à laisser les femmes participer aux rituels synagogaux ainsi qu'a promouvoir l'égalité des chances pour les femmes aux postes de direction, d'autorité et de responsabilités dans la vie de congrégation. En 1974, le Comité sur la loi et les normes juives a adopté une série de propositions qui veillent à donner une égalité entre les sexes dans tous les domaines du rituel, y compris en tant que chefs de prière.
En 1972 Sally Priesand devient la première femme américaine rabbin ordonnée par séminaire rabbinique, et la deuxième femme rabbin officiellement ordonnée, après Regina Jonas,.
Toujours en 1972, un groupe de dix féministes juifs New-yorkaises, s’appelant elles-mêmes Ezrat Nashim (cette expression désigne la branche féminine dans une synagogue, mais signifie également « aide aux femmes »), a porté la question de l'égalité pour les femmes au congrès de 1972 de l'Assemblée rabbinique du mouvement massorti, en présentant un document le 14 mars qu'elles ont appelé Call for Change. Les rabbins ont reçu ce document dans leurs paquets de convention, mais Ezrat Nashim en a fait la présentation lors d'une réunion avec les femmes des rabbins. Le Call for change (« l'Appel au changement »), exige que les femmes soient acceptées comme témoins devant la loi juive, qu'elles soient considérées comme tenues d'accomplir toutes les mitzvah (prescriptions ou commandements de la Torah), qu'elles soient autorisées à participer pleinement aux pratiques religieuses, qu'elles aient les mêmes droits dans le mariage et qu'elles soient autorisées à demander le divorce, qu'elles soient comptées dans le minian et qu'elles puissent occuper des fonctions de direction dans la synagogue et dans la communauté juive en général. Paula Hyman, qui était membre d'Ezrat Nashim, a écrit : « Nous avons reconnu que le statut subordonné des femmes était lié à leur exemption des mitzvah (commandements) positifs limités dans le temps, et nous avons donc accepté une obligation accrue comme corollaire de l'égalité. »
En 1973, le Comité sur la Loi et les normes juives du judaïsme massorti vote pour que les hommes et les femmes soient sur un pied d'égalité en tant que membre d'un minian.
En 1974 Sandy Eisenberg Sasso devient la première femme rabbin ordonnée dans le Judaïsme reconstructionniste.
En 1975, Barbara Ostfeld-Horowitz devient la première hazzan (chantre) ordonnée dans le judaïsme réformé.
En 1976, le premier Séder de Pessa'h uniquement féminin a eu lieu dans l'appartement d'Esther M. Broner à New York, avec 13 femmes, dont Gloria Steinem, Letty Cottin Pogrebin et Phyllis Chesler. Esther Broner et Naomi Nimrod ont écrit une haggada féminine spécialement pour ce séder. Au printemps 1976, Esther Broner publie cette « Haggada des femmes » dans le magazine Ms. et l'a ensuite reprise sous forme de livre en 1994,.
En 1981 également, Lynn Gottlieb devient la première femme rabbin ordonnée dans le judaïsme du renouveau.
En 1983, le Jewish Theological Seminary (JTS), un établissement privé d'enseignement supérieur religieux de New York, qui fait partie des principaux centres universitaires du mouvement Massorti, a voté, sans avis extérieur, pour l'ordination des femmes comme rabbins ainsi que comme hazzans. Paula Hyman, entre autres, prend part à  ce vote comme membre de la faculté du JTS. Amy Eilberg devient en 1985 la première femme rabbin ordonnée dans le mouvement massorti. En 1987 Erica Lippitz et Marla Rosenfeld Barugel deviennent les premières hazzans ordonnées dans le judaïsme Massorti. Néanmoins, l'Assemblée Cantorale, une organisation professionnelle de hazzans associés au Mouvement Massorti n'a pas autorisée les femmes à les rejoindre avant 1990.
En 1997 Gail Billig devient la première présidente d'une synagogue orthodoxe majeure, à la Congregation Ahavath Torah à Englewood dans le New Jersey.
En 1999, c'est une femme, Tamara Kolton qui est le tout premier rabbin ordonné dans le judaïsme humaniste.
En 2002, le Comité sur le droit juif et les normes du judaïsme massorti adapte un responsa du rabbin David Fine, Women and the Minyan, qui fournit une fondation officielle de droit religieux pour compter les femmes dans un mininan et explique l'approche actuelle du mouvement massorti à propos du rôle des femmes dans la prière.
En 2005, le Kohenet Institute est créé par le rabbin Jill Hammer et Holly Shere. Cet institut, basé dans le Connecticut au centre de retraite Isabella Freedman, offre un programme d'études de deux ans aux femmes qui sont ensuite ordonnées prêtresses juives,. Kohenet est une variation féminine de Kohan qui veut dire prière en hébreu. La formation de l'institut du Kohenet comprend des pratiques spirituelles terrestres qui rappelle le judaïsme pré-rabbinique ; une période où, d'après les fondateurs de l'Institut, les femmes possédaient des rôles de guides spirituel beaucoup plus nombreux (et beaucoup plus puissants) que ceux que les femmes ont d'aujourd'hui. Une prêtresse juive peut, selon le Kohenet, agir comme rabbin, mais les deux rôles ne sont pas les mêmes.
En 2006, le Comité sur le droit juif et les normes du judaïsme massorti adopte trois responsa sur le thème du Niddah qui confirme l'obligation des femmes du mouvement Massorti de s'abstenir de relations sexuelles pendant et après les règles et de s'immerger dans un mikvé (bain rituel) avant la reprise de la grossesse, tout en assouplissant le respect des conditions,.
En janvier 2013 Tamar Frankiel devient la présidente de l'Académie de la religion juive (AJR) en Californie, faisant d'elle la première femme orthodoxe à diriger une école rabbinique américaine,. L'école elle-même n'est pas orthodoxe mais interconfessionnelle. Malka Schaps devient la première doyenne haredie d'une université israélienne lorsqu'elle a été nommée doyenne de la faculté des sciences exactes de l'université Bar Ilan.
En 2013 encore, l'organisation rabbinique orthodoxe israélienne Beit Hillel rend une décision halachique qui permet aux femmes, pour la première fois, à dire le Kaddish en mémoire de leurs parents décédés.
Le 26 octobre 2014 le rabbin Deborah Waxman a été nommée présidente du Collège rabbinique reconstructeur et des communautés juives reconstructivistes,,,. Waxman serait sans doute la première femme rabbin et la première lesbienne à diriger une union de congrégation juive, ainsi que la première femme et la première lesbienne à diriger un séminaire juif ; le Reconstructionist Rabbinical College and Jewish Reconstructionist  est à la fois une union de congrégation et un séminaire,.
En 2014, le tout premier livre de décisions halachiques écrites par des femmes ordonnées poskim (Idit Bartov et Anat Novoselsky) est publié. Ces femmes ont été ordonnées par le grand rabbin municipal d'Efrat, le rabbin Shlomo Riskin, après avoir terminé le cours d'ordination de cinq ans à l'université féminine Midreshet Lindenbaum en études supérieures de droit juif, ainsi que des examens équivalents aux exigences du rabbin pour les hommes.
En 2014, les premières femmes ont été élues à la direction nationale de l'Union orthodoxe (Orthodox Union) ; en particulier, trois vice-présidentes nationales et deux vice-présidentes associées.
En juin 2015, Lila Kagedan est ordonnée par Yeshivat Maharat et, conformément à de nouvelles politiques, a la liberté de choisir son propre titre, et elle choisit d'être appelée " Rabbin ",.Cependant, à l'automne 2015, le Conseil rabbinique d'Amérique (RCA), représentant plus de mille rabbins orthodoxes aux États-Unis, a officiellement adopté une politique qui interdit l'ordination ou le recrutement des femmes rabbins dans les synagogues qui agissent dans les limites de leur juridiction figurative,quel que soit leur titre.De même, à l'automne 2015, l'Agudath Israël d'Amérique (Agudath Israel of America) a dénoncé les tentatives d'ordonnination de femmes et est même allé plus loin en déclarant que Yeshivat Maharat, l'école rabbinique Yeshivat Chovevei Torah, (Yeshivat Chovevei Torah, l'Orthodoxie Ouverte (Open Orthodoxy) et d'autres entités affiliées étaient similaires aux autres mouvements dissidents dans l'histoire juive, ayant rejeté les principes fondamentaux du judaïsme,,.
Toujours en 2015, l'organisation rabbinique orthodoxe israélienne Beit Hillel a rendu une décision qui permet aux femmes de donner des cours sur le droit juif et de rendre des décisions halachiques,. Beit Hillel affirme que c'était la première fois que des femmes rendant des décisions halachiques étaient officiellement déclarées dans une responsa écrite du droit juif.
La même année, Jennie Rosenfled devient la première conseillère spirituelle orthodoxe féminine en Israël (en particilier, elle devient conseillère spirituelle, également appelée manhiga ruchanit, pour la communauté d'Efrat).
En 2015 également, Daryl Messinger devient la première femme à présider l'Union pour le judaïsme réformé (the Union for Reform Judaism).

### Les femmessofrot(scribes)
Un sofer (Heb : « scribe », סופר סת״ם), au pluriel soferim, est un scribe juif qui peut transcrire des manuscrits de la Torah, des téfilines et des mezuzot, et d'autres écrits religieux. Talmud Gittin 45b, à la base de la discussion sur la possibilité pour des femmes d'être soferim, déclare : « Sifrei Torah, téfilines et mezuzot écrits par un hérétique, un adorateur des étoiles, un esclave, une femme, une mineure, un Cuthean, ou un juif apostat, sont impropres aux rituels ». Pratiquement toutes les autorités orthodoxes (modernes et ultra) contestent l'idée que les femmes peuvent écrire un Sefer Torah, même si elles sont par ailleurs autorisées à transcrire des textes non destinés à un usage rituel. En 2003, la canadienne Aviel Barclay devient la première femme au monde à avoir reçu une formation traditionnelle de sofer,. En 2007, Jen Taylor Friedman, une Britannique, est devenue la première femme à écrire un Sefer Torah. En 2010, le premier Sefer Torah rédigé par un groupe de femmes (six femmes, originaires du Brésil, du Canada, d'Israël et des États-Unis) a été achevé, connu sous le nom de Women's Torah Project.
En 2014, on estime qu'il y a 20 femmes sofers dans le monde. En 2021, Émeline Vicaire devient la première femme scribe française.

## Les femmes dans le judaïsme humaniste
Le judaïsme humaniste est un mouvement, né et développé aux États-Unis, qui offre une alternative non-théiste dans la vie juive contemporaine. Cela définit le judaïsme comme l'expérience culturelle et historique du peuple juif et encourage les Juifs humanistes et séculiers à célébrer leur identité juive en participant dans des vacances et des événements du cycle de vie juif (comme des mariages et bar et bat mitzvah) avec des cérémonies inspirantes qui s'appuient dessus mais qui vont au-delà de la littérature traditionnelle.
Le judaïsme humaniste ordonne à la fois hommes et femmes comme rabbins, et son premier rabbin est une femme, Tamara Kolton, qui a été ordonnée en 1999. Son premier chantre est aussi une femme, Deborah Davis, ordonnée en 2001 ; cependant, le judaïsme humaniste a depuis arrêté d'ordonner des chantres. La Société pour un judaïsme humaniste a publié une déclaration en 1996 déclarant notamment : « Nous affirmons qu'une femme a le droit moral et devrait continuer d'avoir le droit légal de décider d'interrompre ou non une grossesse conformément à ses propres normes éthiques. Parce que la décision d'interrompre une grossesse entraîne des conséquences graves et irréversibles, elle doit être prise avec le plus grand soin et avec une conscience aiguë de ses implications psychologiques, émotionnelles et éthiques complexes ». Elle publie également une déclaration en 2011 condamnant le passage alors récent de la « No Taxpayer Funding for Abortion Act » par la Chambre des représentants des États-Unis, qu'elle qualifie d'« attaque directe contre le droit de choisir d'une femme».
En 2013 ils ont publié une résolution déclarant en particulier :

« Qu'il soit résolu, par conséquent, que : la Société pour le judaïsme humaniste appuie sans réserve la célébration de la Journée de l'égalité des femmes le 26 août pour célébrer l'anniversaire de l'adoption du dix-neuvième amendement à la Constitution des États-Unis permettant aux femmes de voter ; la Société condamne la discrimination sexuelle sous toutes ses formes, notamment la restriction des droits, l'accès limité à l'éducation, la violence et la soumission ; et elle s'engage à maintenir la vigilance et à parler dans la lutte pour l'égalité des sexes à notre génération et aux générations suivantes. »

## Israël
En 1947, David Ben Gourion est d'accord pour que l'autorité en matière de mariage et divorce soit dévolue au Grand-rabbinat d'Israël, et un accord est signé le déclarant (entre autres choses), connu comme la lettre du statu quo. En 1953, la Knesset promulgue la Juridiction des tribunaux Rabbiniques (Mariage et Divorce) Loi, 5713 – 1953 ; l'article 1 de la loi stipule : « Les questions de mariage et de divorce des Juifs en Israël, citoyens ou résidents de l'État, relèvent de la compétence exclusive des tribunaux rabbiniques » La disposition de fond de l'article 2 de cette loi stipule en outre : « Les mariages et divorces des Juifs doivent être effectués en Israël conformément aux lois religieuses juives » (Beth Din). Toutefois, une femme musulmane en Israël peut demander et obtenir le divorce devant le tribunal islamique sans le consentement de son mari dans certaines conditions, et un contrat de mariage peut prévoir d'autres circonstances dans lesquelles elle peut obtenir un divorce sans le consentement de son mari. Un musulman en Israël peut divorcer de sa femme sans son consentement et sans demander l'autorisation du tribunal. Les chrétiens en Israël peuvent demander une séparation officielle ou un divorce, selon la confession, devant les tribunaux ecclésiastiques.
En 2006, la Cour suprême d'Israël  juge que les femmes devraient être autorisées à délivrer des éloges funèbres et que les sociétés d'enterrement, ou Hevra Kaddisha, ne devraient pas imposer la ségrégation des sexes dans le cimetière. La décision est en réponse à un incident à Petach Tikvah, dans lequel une femme a été empêchée de faire l'éloge de son père. Cependant, la décision du tribunal n'est pas soutenue par le Ministère des Services Religieux avant 2012, quand le conseil du Grand-rabbinat d'Israël juge que les femmes peuvent délivrer des éloges à des enterrements, mais cela appartient à la communauté rabbin de décider au cas par cas.
En 2010, l'Israël adopte la Loi de Partenariat enregistré, permettant à un couple de se marier civilement en Israël s'ils sont tous les deux enregistrés comme n'appartenant officiellement à aucune religion.
Le 28 septembre 2010, la Cour suprême d'Israël interdit la ségrégation des sexes en public dans le quartier de Mea Shearim à Jérusalem en réponse à une pétition soumise après que des hommes extrémistes haredim aient agressé une femme physiquement et verbalement parce qu'elle marchait sur une route réservée aux hommes. Cependant, en janvier 2011, une décision de la Haute Cour de Justice d'Israël permet la continuation de la ségrégation des sexes dans les bus publics sur une base strictement volontaire pour une période expérimentale d'un an.
En 2013, l'Organisation rabbinique Orthodoxe d'Israël Beit Hillel délivre une décision Halakha qui permet aux femmes, pour la première fois, de faire la prière Kaddish en mémoire de leurs parents décédés. L'âge minimum du mariage en Israël est passé à 18 ans pour les femmes et les hommes. La loi israélienne sur les juges religieux est amendée pour stipuler qu'au moins quatre femmes doivent faire partie du comité de nomination des juges religieux, y compris une avocate dans les tribunaux religieux, et que le nombre total de membres du comité doit être de onze. Le Grand Rabbinat d'Israël promet d'éliminer les obstacles qui empêchent les femmes de travailler comme superviseurs dans le système de certification casher de l'État, et Emunah annonce le premier cours de certification des superviseurs pour femmes en Israël. Le ministre des Affaires religieuses et des Grands Rabbins a publié des déclarations disant aux préposés aux bains rituels de n'inspecter que les femmes qui veulent une inspection, mettant fin aux inspections forcées des femmes au mikvé.
En mai 2013, lorsque les Femmes du Mur des Lamentations, guidées par Anat Hoffman, s'engagent dans la désobéissance civile pour exercer la liberté de religion, un juge déclare qu'une déclaration de la Cour Suprême d'Israël de 2003 interdisant aux femmes de porter une Torah ou de porter des châles de prière au Mur des Lamentations avait été mal interprétée, et que les rassemblements de prières des femmes au Mur des Lamentations ne devaient pas être considérés comme illégaux.
En décembre 2014, certaines des Femmes du Mur des Lamentations deviennent les premières femmes à allumer des Menorahs au Mur des Lamentations. Plus précisément, elles allument 28 menorahs dans la section femmes du Mur. Sarah Silverman était parmi celles qui assistèrent à l'allumage des menorahs. Toutefois, cet événement se produit après que le rabbin responsable du Mur des Lamentations a refusé une demande de la part des Femmes du Mur des Lamentations de placer une menorah dans la section des femmes.
En 2015, le premier parti politique Israélien dévoué aux femmes ultra-orthodoxes est dévoilé, appelé "B'Zhutan: Femmes Haredim Faisant le Changement."
En 2015 également, Tzohar (une organisation religieuse rabbinique sioniste en Israël), avec l'association du barreau israélien, introduit un accord prénuptial visant à aider à assurer les femmes qui divorcent de recevoir un guett ; en vertu de cet accord, le mari s'engage à verser chaque jour une forte somme d'argent à son épouse en cas de séparation.
En 2016 il est annoncé que la Haute Cour de Justice avait donné au Ministère de la Justice 30 jours pour formuler des nouveaux règlements qui permettent aux femmes de rivaliser également avec les hommes pour la position de directeur des tribunaux rabbiniques. Le Tribunal Rabinique de Tel Aviv condamne un homme à trente jours d'emprisonnement pour avoir aidé son fils à refuser de divorcer de sa belle-fille pendant onze ans. Karmit Feintuch devient la première femme à être embauchée comme cheffe communautaire à une synagogue orthodoxe en Israël (Synagogue Ramban).
En janvier 2017, la Haute Cour d'Israël déclare que si le gouvernement d'Israël ne trouvait pas de « bonne raison » pour interdire aux femmes de lire de la Torah dans les services de prières au Mur des Lamentations dans les 30 jours, les femmes pourraient le faire.

## Agounah
Agounah (hébreu : עגונה, pluriel : agunot (עגונות) ; littéralement ancré et enchaîné) est un terme de la halakha pour désigner une femme juive qui est « enchaînée » par son mariage. Le cas classique est celui d'un homme qui est parti en voyage et qui n'est pas revenu, ou qui est mort au combat. Cela se réfère aussi à la femme dont les maris refusent, ou sont incapables, de lui accorder une facture officielle juive d'un montant de divorce, connu sous le nom de guett. Le problème du refus d'accorder le guett s'est répandu lorsque les Juifs vivaient dans des pays où le divorce civil était possible, indépendamment du divorce religieux. En dehors d'Israël, une femme pourrait obtenir un divorce civil et se remarier par mariage civil, étant donné que les systèmes juridiques non israéliens ne reconnaissent généralement pas le statut d'agunah ; mais le premier mariage est toujours valide selon la halakha, par conséquent toute autre union constituerait un adultère de son premier mari, et l'enfant né d'une telle union, considéré comme mamzer.
Le premier accord prénuptial pour la prévention des refus de guett a été élaboré et accepté par le Conseil rabbinique du Maroc le 16 décembre 1953. L'accord prénuptial a été approuvé en 1981 par le rabbin Shalom Messas, grand rabbin de Jérusalem. Après l'intervention du rabbin Messas, l'Assemblée du Conseil rabbinique d'Amérique (RCA) s'est activement penché sur cette question, et a fait adopter le 18 mai 2006 la résolution suivante : « étant donné qu'il y a un important problème d'agunah en Amérique et dans le monde juif, aucun rabbin ne devrait officier à un mariage où un accord prénuptial approprié n'a pas été exécuté. »
En 1995, le Parlement israélien donne au tribunal rabbinique des pouvoirs juridiques élargis pour leur permettre de sanctionner les hommes qui refusent de donner à leur femme un guett en suspendant leur permis de conduire, en saisissant leur compte bancaire, en les empêchant de voyager à l'étranger et même en emprisonnant ceux qui ne se plient pas au droit de divorce ; cependant, les groupes de femmes affirment que la loi de 1995 n'est plus très efficace car le tribunal n'a recours à des que dans moins de 2 % des cas à des sanctions.
En 2004, le juge Menachem HaCohen du Tribunal de la famille de Jérusalem offre un nouvel espoir aux femmes en déclarant qu'un homme refusant à sa femme un guett doit lui payer 425 000 NIS en dommages-intérêts punitifs, parce que « le refus d'accorder un guett constitue une atteinte grave à sa capacité de mener une vie raisonnable et normale, et peut être considéré comme de la violence psychologique pendant plusieurs années ». Cette décision résulte d'une action initiée par le Center for Women's Justice, menant de nombreuses poursuites devant les tribunaux civils israéliens pour obtenir des dommages financiers contre des maris récalcitrants.
En 2014 le Rabbinat d'Uruguay établit l'exigence pour tous les couples juifs qui se marient sous ses auspices de signer un accord prénuptial rabbinique. L'accord déclare qu'en cas de divorce du couple civilement, le mari est obligé de livrer immédiatement à sa femme un guett. L'initiative est lancée par Sara Winkowski, une directrice de la Kehila, la Comunidad Israelita del Uruguay (Communauté Juive d'Uruguay), qui est également vice-présidente du Congrès juif mondial et activiste de longue date pour les droits de la femme dans le cadre de la loi juive.
En 2015 Tzohar (une organisation religieuse rabbinique sioniste en Israël), avec le barreau israélien, introduit un accord prénuptial visant à aider à assurer que les épouses en instance de divorce vont recevoir un guett ; sous l'accord le mari s'engage à payer une somme d'argent élevée quotidiennement à son épouse en cas de séparation.
En 2018 la Knesset passe une loi qui devrait rester en vigueur pendant trois ans, permettant ainsi aux tribunaux rabbiniques d’Israël de traiter certains cas de femmes juives souhaitant divorcer de leur mari juif, même si ni la femme ni le mari ne sont des citoyens israéliens.
En 2024, Adina Sash, une militante de Brooklyn connue sur les réseaux sociaux sous le pseudonyme de FlatbushGirl, met fin au mouvement de la grève du sexe des femmes orthodoxes qu'elle a préconisée auprès de ses 74000 abonnées, en attribuant l'obtention du divorce de Malky Berkowitz cinq ans après sa demande à cette action,.